# Zildjian
Zildjian (výslovnost [zildžen]), celým názvem Avedis Zildjian Company je firma zabývající se výrobou hudebních nástrojů, především činelů a dalších bicích nástrojů. Byla založena roku 1623 v Turecku, roku 1929 přesídlila do USA, kde funguje dodnes. Patří mezi nejvýznamnější světové výrobce činelů, k roku 2012 ovládala 65% trhu s činely.